# Glossaire archéologique de la Rome antique
- Haut – A
- B
- C
- D
- E
- F
- G
- H
- I
- J
- K
- L
- M
- N
- O
- P
- Q
- R
- S
- T
- U
- V
- W
- X
- Y
- Z

## A
- Agger (fossé)
- Antoninien
- Amphithéâtre
- Aqueduc (monument)
- Arc de triomphe
- Atelier monétaire romain
- Atrium (pièce)

## B
- Baliste
- Basilique romaine
- Borne milliaire

## C
- Caldarium
- Cardo
- Castrum
  - Castra aestiva
  - Castra hiberna
  - Castra stativa
- Catacombe (nécropole)
- Cella
- Centurion
- Circonvallation
- Cohorte (soldats)
- colonie
- Contrevallation
- Curie (bâtiment)

## D
- Decumanus
- Décurion
- Denier (monnaie)

## E
- Épigraphie
- Épigraphie latine

## F
- Fibule (orfèvrerie)
- Fistule (tuyau)
- Forum (place)
- Frigidarium

## G
- Gallo-romain
- Garum (condiment culinaire)

## H
- Hastati
- Hypocauste

## I
- Imbrex
- Insula (groupe d'immeuble)
- Intaille

## L
- Latifundium (vaste propriété agricole)
- légion (unité de l'armée romaine)

## M
- Macellum

## O
- Opus (appareillage en construction)
  - Opus alexandrinum
  - Opus caementicium
  - Opus incertum
  - Opus latericium
  - Opus mixtum
  - Opus quadratum
  - Opus reticulatum
  - Opus spicatum
  - Opus sectile
  - Opus testaceum
  - Opus vittatum

## P
- Pallium
- Peinture gallo-romaine
  - Fresque
  - Détrempe
  - Encaustique
- Pont romain
- Poterie
- Principes

## S
- Sarcophage
- Sesterce
- Statuaire gallo-romaine
- Stèle
- Stola
- Sudatorium (thermes)

## T
- Tegula (tuile)
- Temple (bâtiment)
- Tepidarium (thermes)
- Théâtre (bâtiment) voir Amphithéâtre
- Thermes romains (bâtiment)
- Toge
- Triarii
- Tuile romaine

## V
- Vicus
- Villa romaine
  - Villa urbana
  - Villa agraria
  - Villa frumentaria
  - Villæ
- Voie romaine